# A negyedik (film)
A negyedik (eredeti cím: I Am Number Four) egy 2011-es amerikai science fiction akciófilm D.J. Carruso rendezésében, Alex Pettyfer, Timothy Olyphant, Teresa Palmer, Dianna Agron és Callan McAuliffe főszereplésével. Az Alfred Gough, Miles Millar és Marti Noxon által írt forgatókönyv Pittacus Lore A Negyedik című regényén alapszik.
A film producere Michael Bay volt, a DreamWorks részvételével. A BOM adatai alapján a film költségvetése 60 millió $ körül volt. 
Az USA-ban 2011. február 18-án; Magyarországon 2011. február 17-én került a mozikba hagyományos és IMAX formátumban is.

## Történet
|  | Alább a cselekmény részletei következnek! |

John Smith (Alex Pettyfer) egy földönkívüli, aki a Lorien bolygóról menekült el nyolc társával együtt a mogadoriak által anyabolygójukra mért csapás miatt. Egy Őrző védelmében áll, akit Henrinak (Timothy Olyphant) hívnak. John különböző földönkívüli "hagyatékokkal" van felfegyverezve, mint például nagyobb erő, gyorsaság és agilitás; továbbá rendelkezik a telekinézissel és fényt tud előidézni kezéből.
A mogadoriak, vezetőjük a mogadori parancsnok (Kevin Durand) ismeri a kilenc fiatal történetét, és a Földön kutat utánuk. A kilenc ún. Védőt csak adott sorrendben lehet megölni, így mindegyikük egy számmal rendelkezik; s közülük hármat a mogadoriak már megöltek. John a Negyedik. Tudtában ennek, John és Henri Floridából az Ohiobeli Paradise-ba költöznek, ahol John összebarátkozik Sam Goode-dal (Callan McAuliffe), aki szeret összeesküvés-elméletekkel foglalkozni, megismer egy Bernie Kosar nevű kutyát, és szerelmes lesz Sarah Hartba (Dianna Agron), aki a fotózásért rajong; illetve annak volt barátjával Mark James-szel (Jake Abel) az iskolai amerikaifutball-csapat játékosával. Ez utóbbi sokszor támadja és terrorizálja Johnt és Samet.
A Halloweeni ünnepség közben Mark és barátai megpróbálják foglyul ejteni Johnt és Sarah-t – akikről azt hiszik, hogy párkapcsolatban állnak -, s követik őket a fák közé, ahol megpróbálják megverni Johnt. Ám John tálentumait használva hárítja el őket, s menti meg Sarah-t. Sam szemtanúja volt az eseményeknek, így John kénytelen neki elmondani valódi származását. Valamivel később, Mark apja, a helyi seriff kikérdezi Henrit John hollétéről, amikor fiát és barátait megtámadták, és észreveszi, hogy Henri milyen high-tech megfigyelő-rendszerrel van felszerelve.
Henri elmondja Johnnak, hogy túl sok ember gyanakszik rájuk, továbbá, hogy a erői véletlenszerűen tudja használni, mert nehézséget okoz azok irányítása; s hogy emiatt el kell menniük. John azt mondja, hogy maradni akar, mert szerelmes Sarah-ba.
A mogadoriak elkezdik Jonh keresését. Egy másik földönkívüli, Hatodik (Teresa Palmer) úgy dönt, hogy a mogadoriak nyomába ered, ahelyett, hogy Őrzője halála után ő is menekülne. A mogadoriak végül megtalálják Johnt, és manipulálnak két összeesküvés-elmélet gyártó fiatalembert, hogy csapdába ejtsék Henrit. Amikor John és Sam megpróbálják megmenteni őt, megtámadják őket, de végül sikeresen megmenekülnek. Azonban Henri halálosan megsebesült és meghal, miután John és Sam megmenekül néhány lorieni tárggyal, köztük egy kék kővel, amely nyomkövető készülékként működik, s segít megtalálni a többi lorieni Védőt. És a film végén láthatjuk, hogy John és Sam találkozik a hatodikkal, (number six) aki a film folytatásának társfőszereplője lesz.
|  | Itt a vége a cselekmény részletezésének! |

## Szereplők
| Karakter            | Színész          | Magyar hang        |
| ------------------- | ---------------- | ------------------ |
| John                | Alex Pettyfer    | Szabó Kimmel Tamás |
| Henri               | Timothy Olyphant | Rajkai Zoltán      |
| Hatodik             | Teresa Palmer    | Nemes Takách Kata  |
| Sarah               | Dianna Agron     | Földes Eszter      |
| Sam                 | Callan McAliffe  | Gacsal Ádám        |
| Mogadori parancsnok | Kevin Durand     | Galambos Péter     |
| Mark                | Jake Abel        | Kovács Lehel       |
| James seriff        | Jeff Hochendoner | Törköly Levente    |

## Fordítás
- Ez a szócikk részben vagy egészben  az   I Am Number Four című angol Wikipédia-szócikk fordításán alapul.  Az eredeti cikk szerkesztőit annak laptörténete sorolja fel. Ez a jelzés csupán a megfogalmazás eredetét és a szerzői jogokat jelzi, nem szolgál a cikkben szereplő információk forrásmegjelöléseként.